# Hrabstwo Snohomish
Hrabstwo Snohomish (ang. Snohomish County) – hrabstwo w stanie Waszyngton w Stanach Zjednoczonych. Hrabstwo zajmuje powierzchnię 2089,06 mil² (5410,64 km²). Według szacunków United States Census Bureau w roku 2009 miało 694 571 mieszkańców. Siedzibą hrabstwa jest Everett.
Hrabstwo powstało w 1861. Na terenie hrabstwa znajduje się wulkan Glacier Peak oraz duża część rezerwatu Glacier Peak Wilderness a także park stanowy Wallace Falls.

## Miasta
| Miasta | CDP | CDP | CDP |
| --- | --- | --- | --- |
| - Arlington - Bothell - Brier - Darrington - Edmonds - Everett - Gold Bar - Granite Falls - Index - Lake Stevens - Lynnwood - Marysville - Mill Creek - Monroe - Mountlake Terrace - Mukilteo - Snohomish - Stanwood - Sultan - Woodway | - Alderwood Manor - Arlington Heights - Bothell East - Bothell West - Bryant - Bunk Foss - Canyon Creek - Cathcart - Cavalero - Chain Lake - Clearview - Eastmont - Esperance - Fobes Hill - Hat Island - High Bridge | - Kayak Point - Lake Bosworth - Lake Cassidy - Lake Ketchum - Lake Roesiger - Lake Stickney - Larch Way - Lochsloy - Machias - Maltby - Martha Lake - May Creek - Meadowdale - Mill Creek East - Monroe North | - North Lynnwood - North Marysville - North Sultan - Northwest Stanwood - Oso - Picnic Point - Silvana - Silver Firs - Sisco Heights - Startup - Sunday Lake - Swede Heaven - Three Lakes - Verlot - Warm Beach - Woods Creek |